# Форд Сиера
„Форд Сиера“ (Ford Sierra) е модел големи автомобили (сегмент D), произвеждан от американската компания „Форд“ в Европа през периода октомври 1982 до март 1993 година.
Представен е през юни 1982 година като наследник на „Форд Таунус“. На 13 октомври 1982 г. започват продажбите – 2 700 500 автомобила са произведени до края на 1993 г. „Форд Сиера“ се предлага с двигатели от 1,3 до 2,9 L с мощност от 60 к.с. до 220 к.с.
През 1993 година е заменен от модела „Форд Мондео“.
| Форд Сиера I             |                                                                  |
|                          |                                                                  |
| Произвеждан              | 1982 – 1986                                                      |
| Сглобяван в              | Кьолн Дагенам Корк Генк Буенос Айрес Валенсия Претория Лоуър Хът |
| Задвижване               |                                                                  |
| Двигател                 | 1,6 – 2,8 l бензин 2,3 l дизел                                   |
| Мощност                  | 49 – 110 kW 67 – 150 к.с.                                        |
| Въртящ момент            | 108 – 212 N.m                                                    |
| Задвижване               | Задно / 4x4                                                      |
| Скоростна кутия          | 4/5 степени ръчна 3 степени автоматична                          |
| Разход на гориво         | 9,5 – 14,0 l/100 km бензин 6,5 l/100 km дизел                    |
| Други характеристики     |                                                                  |
| Купе                     | Лифтбек 3/5 врати Седан 4 врати Комби 5 врати                    |
| Максимална скорост       | 155 – 207 km/h                                                   |
| Ускорение 0-100 km/h     | 20,3 – 9,0 s                                                     |
| Междуосие                | 2608 mm                                                          |
| Дължина                  | 4425 – 4522 mm                                                   |
| Ширина                   | 1698 mm                                                          |
| Височина                 | 1398 mm                                                          |
| Тегло                    | 1000 – 1350 kg                                                   |
| Форд Сиера I в Общомедия |                                                                  |

| Форд Сиера II             |                                                                  |
|                           |                                                                  |
| Произвеждан               | 1986 – 1993                                                      |
| Сглобяван в               | Кьолн Дагенам Корк Генк Буенос Айрес Валенсия Претория Лоуър Хът |
| Задвижване                |                                                                  |
| Двигател                  | 1,6 – 2,9 l бензин 1,8 – 2,3 l дизел                             |
| Мощност                   | 49 – 162 kW 67 – 220 к.с.                                        |
| Въртящ момент             | 121 – 284 N.m                                                    |
| Задвижване                | Задно/ 4x4                                                       |
| Скоростна кутия           | 4/5 степени ръчна 3/4 степени автоматична                        |
| Разход на гориво          | 7,7 – 15,0 l/100 km бензин 6,5 – 8,0 l/100 km дизел              |
| Други характеристики      |                                                                  |
| Купе                      | Лифтбек 3/5 врати Седан 4 врати Комби 5 врати                    |
| Максимална скорост        | 155 – 239 km/h                                                   |
| Ускорение 0-100 km/h      | 20,3 – 7,0 s                                                     |
| Междуосие                 | 2608 mm                                                          |
| Дължина                   | 4425 – 4522 mm                                                   |
| Ширина                    | 1698 mm                                                          |
| Височина                  | 1398 mm                                                          |
| Тегло                     | 1000 – 1350 kg                                                   |
| Форд Сиера II в Общомедия |                                                                  |

## Основни типове двигатели
- ОНС (1,3, 1,6, 1,8, 2)
- DOHC (2,0i и 2 Cosworth 16V)
- CVH (1,6 и 1,8)
- V6 (2,0, 2,3, 2,8, 2,9)
- Diesel (2,3 и 1,8 TD)

| Основни данни на двигателите                  | Основни данни на двигателите | Основни данни на двигателите | Основни данни на двигателите                             | Основни данни на двигателите              | Основни данни на двигателите                                | Основни данни на двигателите                                | Основни данни на двигателите                                | Основни данни на двигателите   | Основни данни на двигателите                             | Основни данни на двигателите                             | Основни данни на двигателите                                                      | Основни данни на двигателите                                                      | Основни данни на двигателите                                | Основни данни на двигателите                                                      | Основни данни на двигателите   | Основни данни на двигателите              | Основни данни на двигателите |
| Означение на двигателя                        | 1.6HC                        | 1.6HC                        | 1.6HC                                                    | 1.6i                                      | 1.8HC                                                       | 1.8HC                                                       | 1.8                                                         | 1.8TD                          | 2.0HC                                                    | 2.0HC                                                    | 2.OiKat                                                                           | 2.0i                                                                              | 2.0                                                         | 2.0i                                                                              | 2.3D                           | 2.0                                       | 2.3                          |
| --------------------------------------------- | ---------------------------- | ---------------------------- | -------------------------------------------------------- | ----------------------------------------- | ----------------------------------------------------------- | ----------------------------------------------------------- | ----------------------------------------------------------- | ------------------------------ | -------------------------------------------------------- | -------------------------------------------------------- | --------------------------------------------------------------------------------- | --------------------------------------------------------------------------------- | ----------------------------------------------------------- | --------------------------------------------------------------------------------- | ------------------------------ | ----------------------------------------- | ---------------------------- |
| Тип на двигателя                              | OHC                          | OHC                          | OHC                                                      | CVH                                       | OHC                                                         | OHC                                                         | CVH                                                         | OHC                            | OHC                                                      | OHC                                                      | OHC                                                                               | OHC                                                                               | DOHC                                                        | DOHC                                                                              | OHS                            | V6                                        | V6                           |
| Работен обем, cm³                             | 1593                         | 1593                         | 1597                                                     | 1598                                      | 1796                                                        | 1796                                                        | 1796                                                        | 1753                           | 1993                                                     | 1993                                                     | 1993                                                                              | 1993                                                                              | 1998                                                        | 1995                                                                              | 2304                           | 1999                                      | 2294                         |
| Код на модела                                 | LCS                          | LCT                          | LSD                                                      | L6B                                       | REB                                                         | --                                                          | R2C                                                         | RFB/RFL                        | NE 5                                                     | NET                                                      | N4B                                                                               | N4A                                                                               | N8C                                                         | N9C                                                                               | YTR                            | NWR                                       | YYR                          |
| Мощност: kW/обороти к.с/обороти               | 55/5300 75/5300              | 55/5300 75/5300              | 55/4900 75/4900                                          | 59/5500 80/5500                           | 66/5400 90/5400                                             | 65/5400 88/5400                                             | 64/5200 87/5200                                             | 55/4500 75/5400                | 74/5400 100/5400                                         | 77/5200 105/5200                                         | 74/5100 100/5100                                                                  | 85/5500 115/5500                                                                  | 77/5500 105/5500                                            | 88/5500 120/5500                                                                  | 49/4200 67/4200                | 66/51010 90/5100                          | 84/5300 114/5300             |
| Въртящ момент, Nm/обороти                     | 120/2900                     | 120/2900                     | 123/2900                                                 | 121/3500                                  | 140/3500                                                    | 140/3500                                                    | 145/3000                                                    | 152/2200                       | 153/4000                                                 | 157/4000                                                 | 148/4000                                                                          | 160/4000                                                                          | 170/3000                                                    | 171/2500                                                                          | 139/2000                       | 141/3000                                  | 180/3000                     |
| Диаметър на цилиндъра, mm                     | 87.67                        | 87.67                        | 81.30                                                    | 79.96                                     | 86.20                                                       | 86.20                                                       | 80.00                                                       | 82.50                          | 90.82                                                    | 90.82                                                    | 90.82                                                                             | 90.82                                                                             | 86.00                                                       | 86.00                                                                             | 94.00                          | 84.03                                     | 90.03                        |
| Ход на буталото, mm                           | 66.00                        | 66.00                        | 76.95                                                    | 79.52                                     | 76.95                                                       | 76.95                                                       | 88.00                                                       | 82.00                          | 76.95                                                    | 76.95                                                    | 76.95                                                                             | 76.95                                                                             | 86.00                                                       | 86.00                                                                             | 83.00                          | 60.10                                     | 60.14                        |
| Степен на налягане                            | 9.2:1                        | 9.2:1                        | 9.5:1                                                    | 9.0:1                                     | 9.5:1                                                       | 9.5:1                                                       | 9.3:1                                                       | 21.5:1                         | 9.2:1                                                    | 9.2:1                                                    | 8.5:1                                                                             | 9.2:1                                                                             | 10.3:1                                                      | 10.3:1                                                                            | 22.1:1                         | 8.2:1                                     | 9.0:1                        |
| Макс. брой обороти продължително краткотрайно | 5800 6100                    | 5800 6100                    | 5950 6175                                                | 5950 6175                                 | 5850 6075                                                   | 5850 6075                                                   | 5850 6075                                                   | 4500 5150                      | 5850 6075                                                | 5850 6075                                                | 5550 5775                                                                         | 6275 6275                                                                         | 6175 6175                                                   | 6175 6175                                                                         | 4850 4850                      | --                                        | --                           |
| Гориво ROZ                                    | Супербензин ROZ97            | Супербензин ROZ97            | Супербензин ROZ97                                        | Неетилиран супер бензин ROZ95             | Супербензин ROZ97                                           | Неетилиран супербензин ROZ95                                | Неетилиран супербензин ROZ95                                | Дизелово гориво                | Неетилиран супербензин ROZ95                             | Супербензин ROZ97                                        | Неетилиран нормален бензин ROZ91                                                  | Супербензин ROZ97                                                                 | Неетилиран супербензин ROZ95ACA                             | Неетилиран супербензин ROZ95                                                      | Дизелово гориво                | Неетилиран бензин ROZ91                   | Неетилиран бензин ROZ95      |
| Карбуратор/Инжекционна система                | Motorcraft W                 | Motorcraft W                 | С последователно включване на смесителни камери 2V Weber | Инжектиране с една дюза и дроселна бобина | С последователно включване на смесителни камери 2V Pierburg | С последователно включване на смесителни камери 2V Pierburg | С последователно включване на смесителни камери 2V Pierburg | Инжектиране на дизелово гориво | С последователно включване на смесителни камери 2V Weber | С последователно включване на смесителни камери 2V Weber | Електронна инжекционна система с ротаметричен датчик за разхода въздух L-Jetronic | Електронна инжекционна система с ротаметричен датчик за разхода въздух L-Jetronic | С последователно включване на смесителните камери TLD Weber | Електронна инжекционна система с ротаметричен датчик за разхода въздух L-Jetronic | Инжектиране на дизелово гориво | Solex 80TF9510ACA 80TF9510ANB 80TF9510ARB | Solex TF9510                 |

Двигателите от типа ОНС са най-често срещаните при Ford Sierra. Най-малкият с обем 1,3 и мощност 60 к.с. се произвежда само за английския пазар и още в средата на 80-те е изключен от гамата предлагани двигатели като базов става 1,6 литровият с мощност 75 к.с. (72 к.с. при наличие на катализатор). Следва 1,8 с мощност 90 к.с. (87 к.с. с кат.) и 2,0-литровият ОНС 115 к.с. и 101 к.с. с катализатор. Дизелът с обем 2,3 и мощност 67 к.с. се предлага от 1982 г. до 1989 г. През 1990 г. той е заменен с 1,8 литровия турбодизел, 75 к.с.
През 1988 г. започва монтирането и на два нови за Sierra двигатели тип CVH. Разработен и поставян първо на Ford Escort, този двигател се монтира и на Sierra до края на производството ѝ през 1993 г. Обемът е 1,6 с мощност 80 к.с. или 1,8 с мощност 90 к.с.
През май 1989 г. се появява и двигателят DOHC с два вала и обем 2 литра, мощността е 125 к.с. или 120 к.с. с катализатор. С него започва и поставянето на нов вид скоростна кутия тип МТ75, специално разработена за моделите Cosworth през 1988 г., които също са с 2,0-литров двигател DOHC, но с 16 клапана, турбо и мощност 204 к.с. или 220 к.с., 4x4.
Двигателите V6 са доста рядко срещани, обикновено се слагат на моделите 4х4. Мощността на този с обем 2,9 е 150 к.с., той заменя 2,8-литровия през 1989 г.

## Дизайн и купе
- юни 1982 г. – Представена е версия с 3 и 5 врати хечбек и комби.
- 1985 г. – Поставя се нова предна маска в зависимост от нивото на оборудване и екстрите.
- февруари 1987 г. – Представена е версия седан с 4 врати и изцяло обновен външен и вътрешен вид на автомобила. Фаровете са нови и по-големи, мигачите са вече до тях. Вратите, таблото и уредите, седалките също са нови. Предното стъкло е по-голямо.
- януари 1990 г. – Отново освежаване на интериора – нова долна част на арматурното табло, леки промени по горната. Седалките и вратите също са обновени. Мигачите са бели на цвят, а стоповете са потъмнени.
- август 1991 г. – Последната основна промяна – нови брони с цвета на купето, нова горна част на таблото, нови кори на вратите, нови седалки.
- 1992] г. – Леки промени по екстериора и интериора.